# 2044
سنة 2044 م هي سنة كبيسة تبدأ يوم الجمعة حسب التقويم الغريغوري.